# Yim Soon-rye
Yim Soon-rye (임순례?; Incheon, 5 dicembre 1960) è una regista, sceneggiatrice e produttrice cinematografica sudcoreana.
È considerata una delle poche autrici di spicco del cinema coreano.

## Biografia

### Istruzione
Nata nel 1960 a Incheon, Yim Soon-rye si è laureata all'Università di Hanyang nel 1985 con una laurea triennale in letteratura inglese e una laurea magistrale in teatro e cinema. Successivamente ha conseguito il master in studi cinematografici presso l'Università di Parigi 8 nel 1992 con una tesi su Kenji Mizoguchi.

### 1994–1996:UjungsanchaegeSechinku
Al suo ritorno in Corea nel 1993, ha lavorato come assistente alla regia per Sae sang bakuro di Yeo Kyun-dong. Nel 1994, ha diretto il suo primo cortometraggio Ujungsanchaeg, che ha vinto il Gran Premio e il Premio della Stampa nella prima edizione del Seoul International Short Film Festival.
Il suo debutto cinematografico avvenne con Sechinku (1996), che esplorava la mascolinità e l'emarginazione coreana attraverso le vite di tre giovani uomini che hanno difficoltà ad adattarsi al sistema sociale. Ha vinto il premio NETPAC al 6° Busan International Film Festival.

### 2001:Waikiki beuladeoseueAleumdaun saengjon
Il suo secondo lungometraggio è stato Waikiki beuladeoseu nel 2001, un dramma agrodolce su una band di un night club in difficoltà che vaga da una piccola città all'altra per suonare. È stato il film di apertura della seconda edizione del Festival Internazionale del Cinema di Jeonju . Nonostante gli scarsi incassi, Waikiki beuladeoseu è stato apprezzato dalla critica, con il critico cinematografico Shim Young-seop che ha elogiato l'uso di lunghe riprese da parte di Yim come manifestazione del profondo amore della regista per i suoi personaggi. Nel 2001, Yim ha vinto il premio per la migliore sceneggiatura durante la 9° edizione del Chunsa Film Art Awards e quello per la migliore regia alla 21°edizione dei Korean Association of Film Critics Awards, mentre Waikiki beuladeoseu ha vinto il premio per il miglior film alla 38° edizione dei Baeksang Arts Awards nel 2002. Grazie al suo ampio e fedele seguito, il film è stato poi adattato nel musical teatrale Go! Waikiki Brothers! nel 2004.
Il film successivo di Yim è stato il documentario Aleumdaun saengjon: yeoseong yeonghwain-i malhaneun yeonghwa (2001), un omaggio sia a pioniere come Park Nam-ok e Hwang Hye-mi, sia a registe contemporanee come Byun Young-joo e Jang Hee-sun. Attraverso immagini e interviste, la telecamera di Yim ha permesso che le registe raccontassero in modo discreto le loro esperienze, le loro lotte e la loro sopravvivenza nell'industria cinematografica coreana, conservatrice, sessista e dominata dagli uomini.

## Filmografia

### Regista
- Ujungsanchaeg - cortometraggio (1994)
- Sechinku (1996)
- Aleumdaun saengjon: yeoseong yeonghwain-i malhaneun yeonghwa - documentario (2001)
- Waikiki beuladeoseu (2001)
- The Weight of Her, episodio del film Yeoseot gae ui siseon (2003)
- Uri saengae choego-ui sungan (2008)
- Nalara penggwin (2009)
- So-wa hamque yeohang-ha-neun beob (2010)
- A Cat Kiss, episodio del film Mi-han-hae, Ko-ma-weo (2011)
- Nam-jjok-eu-ro twi-eu (2013)
- Je-bo-ja (2014)
- Little Forest (Riteul poreseuteu) (2018)
- Gyoseob (2023)